# 유타 전쟁
유타 전쟁(Utah War, 1857년)은 미합중국, 현재의 유타주에서 1857년 5월부터 1858년 7월까지 몰몬교도와 미국 육군과 사이에 벌어진 내전이다. 뷰캐넌의 자충수(Buchanan's Blunder), 유타 작전(Utah Campaign), 유타 원정(Utah Expedition), 몰몬 전쟁(Mormon War) 등 다양한 명칭으로 불린다.

## 배경
초기 교단은 자신의 기독교 종교관과 일부다처제와 관습 때문에 커뮤니티를 형성하고 있던 지역 주민들 사이에 갈등을 낳았고, 거점을 계속 옮겨가는 등 이동 생활을 할 수 밖에 없었다. 그러한 이동 중, 초대 지도자 조셉 스미스 2세는 1844년에 일리노이에서 폭도의 습격을 받아 사망했다. 브리검 영 등의 한 무리가 서부에 안착할 땅을 요구하여, 몰몬교 개척자로서 1847년 현재 솔트레이크 시티에 본부를 두기에 이르렀다. 그러나 정착 후에도 미국 서부 개척지의 인구 유입은 계속되었고, 교단 측과 비교단 측과의 알력이 지속되었다. 연방 정부는 사실상 독립을 목표로 교단의 압력으로 1850년 솔트레이크 주변을 유타 준주로 승격을 신청했고, 주의 관리를 주장하는 한편, 1857년에 군대를 파견하기에 이르렀다.

## 전쟁

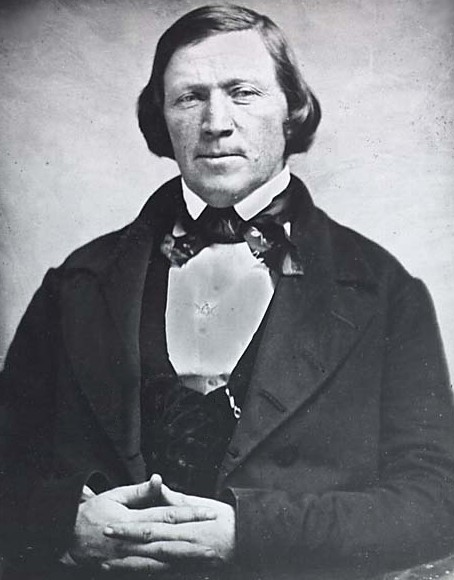
주지사 브리검 영은 1850년 밀라드 필모어 대통령에게서 관리로 임명받는다.

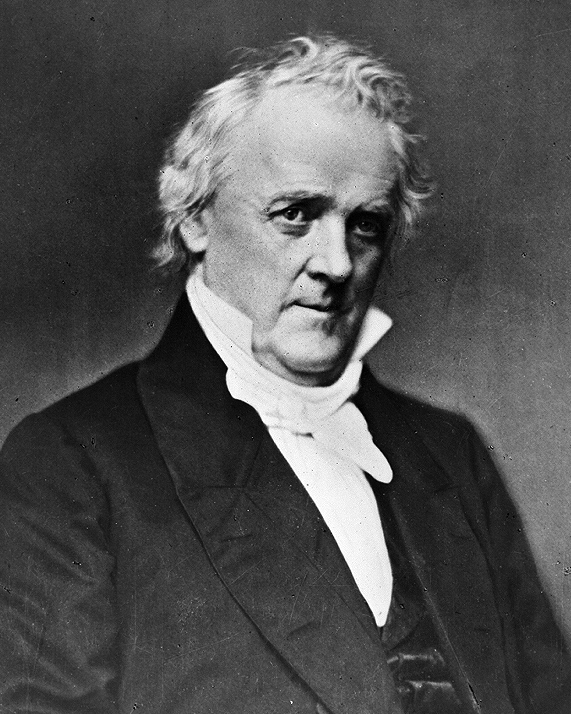
제임스 뷰캐넌 대통령은 1857년 3월 취임했다. 1856년 선거에서 일부다처제와 몰몬의 유타 지배를 비난했다.

1857년 9월 11일, 아칸소에서 캘리포니아주를 목적지로 이동했던 탐사대가 솔트 레이크 교외에 체류했다. 그때 교단 안에, 개척자 일행 중에 초대 지도자를 살해한 사람이 있다는 루머가 유포되었기 때문에 교단의 일부가 무장 봉기를 하여 체류지의 개척민을 습격하여 대부분을 학살했는데, 이것이 마운틴 메도우 학살 사건이다.
미국 육군은 이에 따라 교단에 대해 공격을 시작했고 교전 상태로 접어들었다. 이 교전을 ‘유타 전쟁’이라고 불렀다. 당시 솔트레이크는 보급이 어려운 변방이었으며, 연방 정부가 조직한 미국 육군도 몰몬교도들의 반격에 고전하였다. 결정타를 날리지 못한 가운데 겨울이 다가오고 있었고, 고립을 피하기 위해 철수를 할 수 밖에 없었다. 이 철수로 인해 미국 육군이 패배했다고 주장하는 역사가도 있다.
이듬 해 1858년, 양측 사이에 평화적 해결을 모색하여 교단이 연방 정부가 파견한 준주의 지사를 수용할 것과 정부 측이 전쟁에 가담한 다수의 신자를 처벌하지 않는다는 타협을 보았다.
전쟁은 끝이 났지만, 연방 정부에 의해 마운틴 메도우 대학살의 해명과 책임 추궁은 이어졌다. 학살의 주체들은 오랫동안 교단에 숨겨져 있었지만, 교단과 정부의 화해가 진행되는 가운데 모든 책임을 지게 되는 모양새로 체포되어 학살 사건 발생지에서 총살형을 당했다.
교단 측은 비교도(연방 정부)와 갈등 해소에 노력하였고, 1890년에는 갈등의 주원인이 되었던 일부다처제를 자발적으로 중단했다.